# Джордж Кейлі

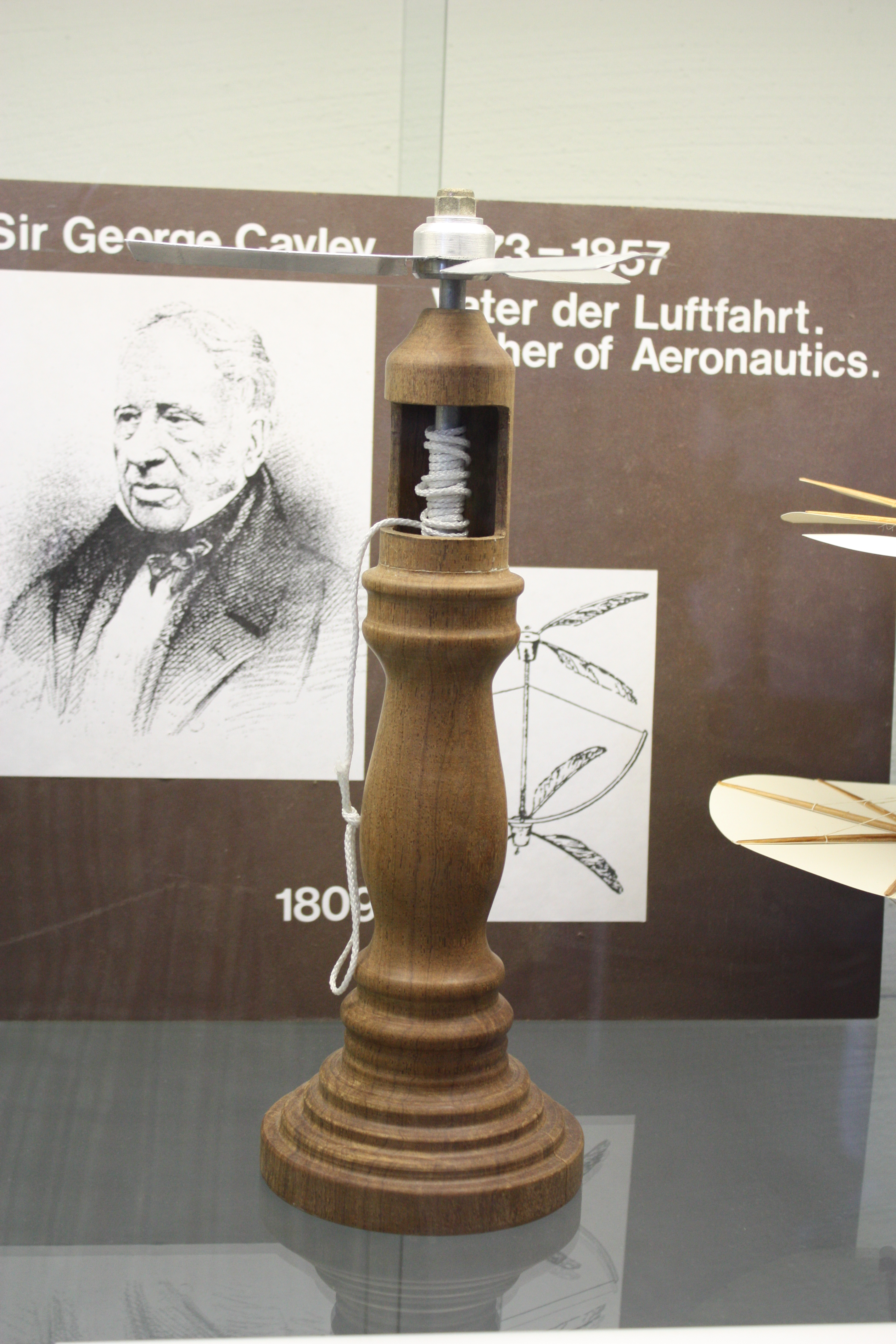

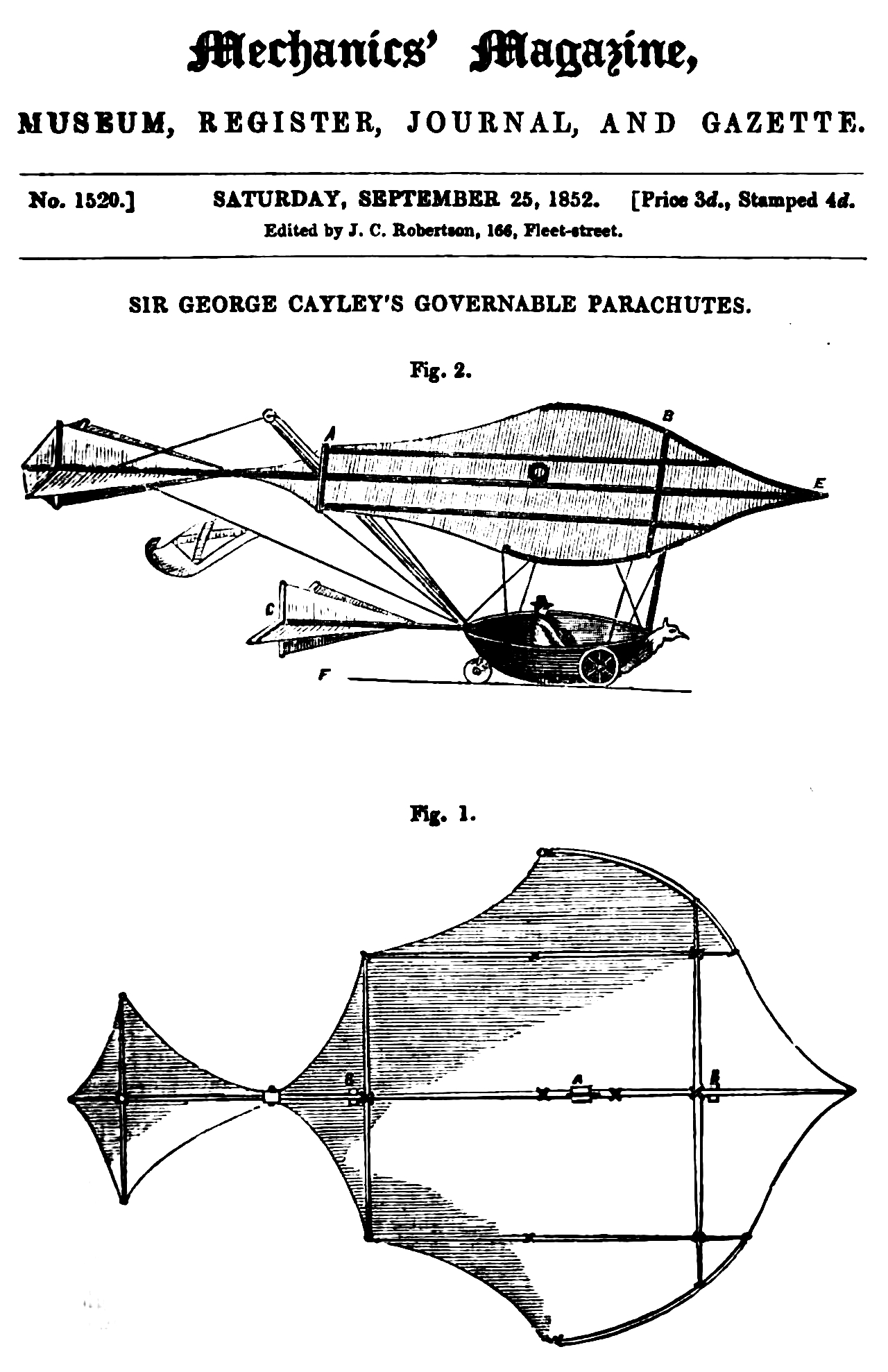

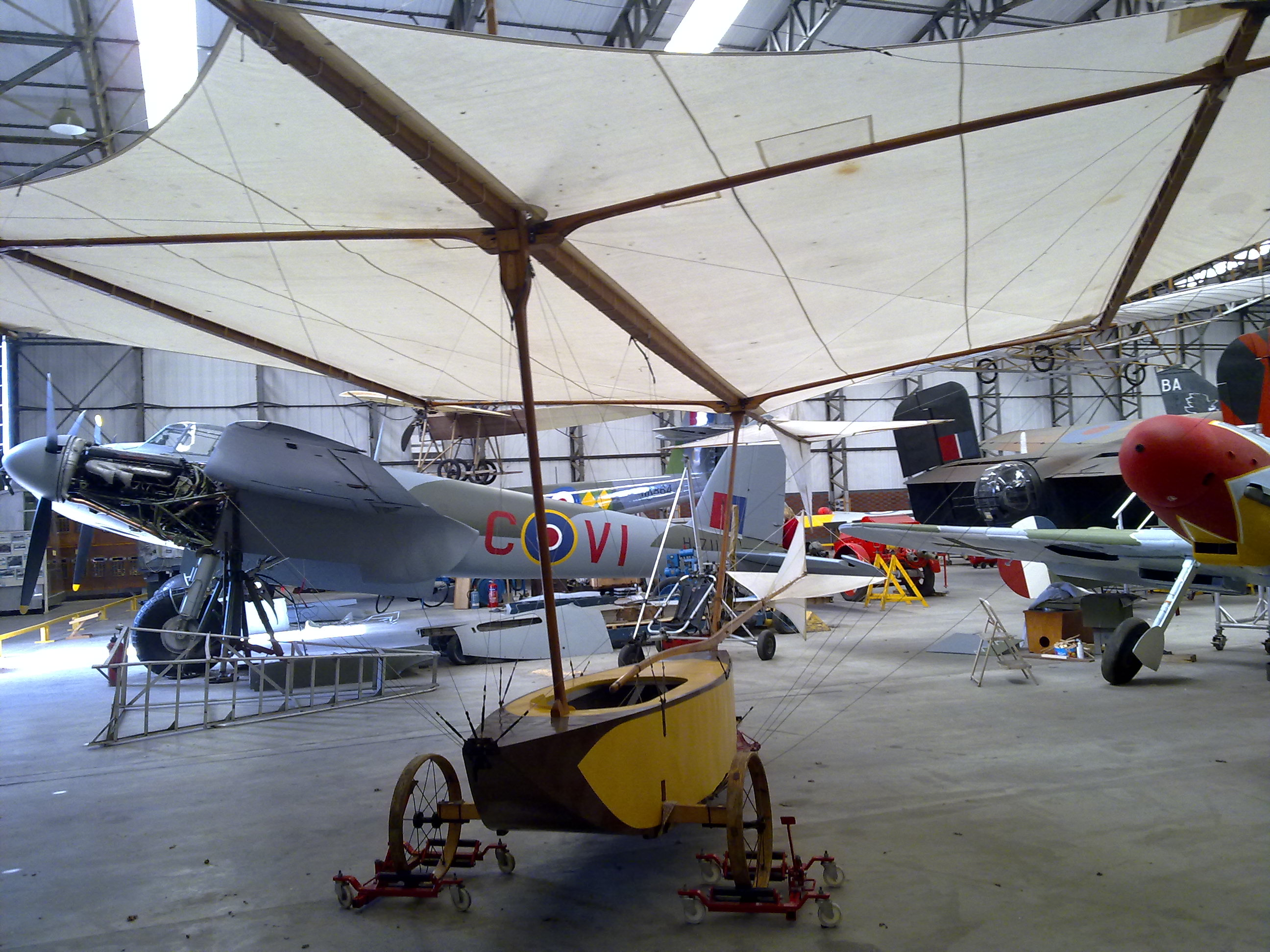

Джордж Кейлі, 6-й баронет (англ. Sir George Cayley, 27 грудня 1773 — 15 грудня 1857) — англійський учений і винахідник, піонер аеродинамічного конструювання, що опублікував на початку 19 століття описи принципів польоту планера. Він був одним з перших теоретиків і дослідників в області літальних апаратів, важчих за повітря. Він також запропонував схему колеса зі спицями із дроту, запатентував гусеничный хід транспорту, подав ідеї, що пізніше привели до розробки двигунів внутрішнього згоряння, реактивного і порохового двигунів. Його ідеї й проекти переважно реалізовані не були, вони не публікувалися й сталі відомі лише в 30-х роках 20 століття. Протягом життя він був членом парламента від партії Вігів з 1832 по 1835 роки, був одним із засновників Королівського політехнічного інституту (зараз Вестмінстерський університет), ректором якого був багато років, та одним із засновників Британської асоціації сприяння розвитку науки.
Джордж Кейлі першим здогадався, що підйомну і штовхаючу сили необхідно розділити. Він вважав, що за підйом має відповідати фіксоване крило. Винахідник запропонував як таке крило плоский лист, закріплений під кутом до набігаючого повітряного потоку. Цей кут називається кутом атаки. Кейлі також вирішив, що для забезпечення стабільності польоту апарату необхідне хвостове оперення. Таким чином, Кейлі винайшов аероплан.
1. ↑  Hansard 1803–2005
2. 1 2 3 4 5 6 7  Lundy D. R. The Peerage